# Antoni Martinus Adolf Gulden
Antoni Martinus Adolf Gulden, beter bekend als A.M.A. Gulden, (Didam, 1 april 1840 - Zaltbommel, 4 juni 1917) was een Nederlands architect.
Hij was zoon van Adolfina Hendriatta Putman Cramer en predikant Daniel Johan Gulden. Hijzelf trouwde  met Maria Francine Christ. Zoon Zeeger Gulden werd bekend architect in Amsterdam.
Hij was eerst bouwkundige te Arnhem, maar werd in 1861 benoemd tot stadsarchitect van Doesburg.  Even later (1864) werd hij stadsarchitect van Zaltbommel; dat werk zou hij precies vijftig jaar volhouden. Op 1 april 1914 ging hij met (zelf aangevraagd) eervol ontslag op zijn jubileumdag. Gulden was ook leraar aan de avondschool van de plaatselijke ambachtsschool.
Hij overleed op 77-jarige leeftijd, een jaar na zijn echtgenote.
Zijn nalatenschap bestaat uit het rijksmonument De Keijsers Croon in Zaltbommel, het behoud van sloop van het Maarten van Rossumhuis (later rijksmonument), restauratie van de Sint-Maartenstoren, oprichting van de Oudheidskamer Zaltbommel en een grote verbouwing van Prinsengracht 581-583 te Amsterdam. Monumenten  in Nederland uit 2000 meldde nog een flink aantal gebouwen: Steenweg 2-24 (gemeentelijk monument), Waterstraat 44, Markt 7 (gemeentelijk monument) en 11, villa de Virieusingel 76 (verbouw); de herensociëteit.